# Sparanise
 Sparanise  község (comune) Olaszország Campania régiójában, Caserta megyében.

## Fekvése
A megye központi részén fekszik, Nápolytól 40  km-re északnyugatra, Caserta városától 25 km-re északnyugati irányban. Határai: Calvi Risorta, Francolise és Pignataro Maggiore.

## Története
A település első említése 988-ból származik. Kialakulásában nagy szerepet játszodtak a Monte Cassinóból és a San Vincenzo al Volturno-apátságból ide telepedett bencés szerzetesek. A következő századokban nemesi birtok volt. 1799. január 12-én a település mellett ütköztek meg IV. Ferdinánd csapatai a Jean Étienne Championnet tábornok vezette francia csapatok. A győzelem után a francia csapatok Nápoly felé vonultak, amit január 23-án el is foglaltak, elűzve a királyt. A 19. században nyerte el önállóságát, amikor a Nápolyi Királyságban felszámolták a feudalizmust.

## Népessége
A népesség számának alakulása:

## Főbb látnivalói
- San Vitaliano-templom
- Madonna dell’Annunziata-templom